# باميلا فلمنج
باميلا فلمنج (بالإنجليزية: Pamela Fleming)‏ هي ملحنة أمريكية، ولدت في 10 أكتوبر 1957 في نيويورك في الولايات المتحدة.

## وصلات خارجية
- باميلا فلمنج على موقع ميوزك برينز (الإنجليزية)
- باميلا فلمنج على موقع ديسكوغز (الإنجليزية)